# Crépey
Crépey és un municipi francès situat al departament de Meurthe i Mosel·la i a la regió del Gran Est. L'any 2007 tenia 334 habitants.

## Demografia

### Població
El 2007 la població de fet de Crépey era de 334 persones. Hi havia 126 famílies, de les quals 24 eren unipersonals (4 homes vivint sols i 20 dones vivint soles), 27 parelles sense fills, 55 parelles amb fills i 20 famílies monoparentals amb fills.
La població ha evolucionat segons el següent gràfic:
Habitants censats

### Habitatges
El 2007 hi havia 148 habitatges, 124 eren l'habitatge principal de la família, 14 eren segones residències i 10 estaven desocupats. 141 eren cases i 7 eren apartaments. Dels 124 habitatges principals, 106 estaven ocupats pels seus propietaris, 18 estaven llogats i ocupats pels llogaters i 1 estava cedit a títol gratuït; 6 tenien dues cambres, 11 en tenien tres, 21 en tenien quatre i 87 en tenien cinc o més. 86 habitatges disposaven pel capbaix d'una plaça de pàrquing. A 47 habitatges hi havia un automòbil i a 62 n'hi havia dos o més.

### Piràmide de població
La piràmide de població per edats i sexe el 2009 era:
| Homes | Edats   | Dones |
| ----- | ------- | ----- |
| 0     | 95 o +  | 0     |
| 0     | 90 a 94 | 0     |
| 4     | 85 a 89 | 12    |
| 8     | 80 a 84 | 0     |
| 4     | 75 a 79 | 4     |
| 0     | 70 a 74 | 4     |
| 4     | 65 a 69 | 8     |
| 4     | 60 a 64 | 8     |
| 4     | 55 a 59 | 0     |
| 0     | 50 a 54 | 8     |
| 20    | 45 a 49 | 12    |
| 8     | 40 a 44 | 16    |
| 12    | 35 a 39 | 0     |
| 16    | 30 a 34 | 12    |
| 4     | 25 a 29 | 8     |
| 4     | 20 a 24 | 8     |
| 16    | 15 a 19 | 8     |
| 8     | 10 a 14 | 8     |
| 8     | 5 a 9   | 12    |
| 8     | 0 a 4   | 8     |

## Economia
El 2007 la població en edat de treballar era de 215 persones, 162 eren actives i 53 eren inactives. De les 162 persones actives 152 estaven ocupades (87 homes i 65 dones) i 11 estaven aturades (2 homes i 9 dones). De les 53 persones inactives 15 estaven jubilades, 18 estaven estudiant i 20 estaven classificades com a «altres inactius».

### Ingressos
El 2009 a Crépey hi havia 130 unitats fiscals que integraven 351 persones, la mediana anual d'ingressos fiscals per persona era de 17.160 €.

### Activitats econòmiques
Dels 9 establiments que hi havia el 2007, 6 eren d'empreses de construcció, 1 d'una empresa de transport, 1 d'una empresa financera i 1 d'una empresa de serveis.
Dels 6 establiments de servei als particulars que hi havia el 2009, 1 era un guixaire pintor, 1 lampisteria, 2 electricistes i 2 empreses de construcció.
L'any 2000 a Crépey hi havia 11 explotacions agrícoles que ocupaven un total de 582 hectàrees.

## Equipaments sanitaris i escolars
El 2009 hi havia una escola elemental.

## Poblacions més properes
El següent diagrama mostra les poblacions més properes.